# Partido de la Juventud del Gran Japón
El Partido de la Juventud del Gran Japón (大日本青年党 Dai-Nippon Seinen-tō?) más tarde conocido como la Asociación de la Sinceridad del Gran Japón (大日本赤誠会 Dai Nippon Sekisei-kai?), era una organización juvenil nacionalista en el Imperio del Japón inspirada en las Juventudes Hitlerianas de la Alemania nazi. Estuvo activo desde 1937 hasta su disolución en 1945.

## Historia
El Dai-Nippon Seinen-tō fue una organización juvenil fundada por el Coronel Kingorō Hashimoto, activista ultranacionalista, el 17 de octubre de 1937, luego del retiro forzado temporal de Hashimoto del servicio militar debido a su participación en el fallido intento de golpe de Estado del 26 de febrero de 1936 contra el gobierno.

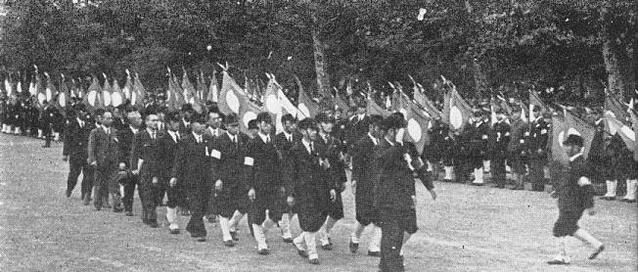
Desfile del partido en 1940.

Hashimoto creó la organización a imagen y semejanza de las Juventudes Hitlerianas de la Alemania nazi, incluso hasta el punto de usar un color marrón claro para los uniformes de los miembros, y la adopción de una bandera roja con un círculo blanco en el centro. La primera manifestación se realizó en los terrenos del Santuario Meiji en el centro de Tokio, con aproximadamente 600 miembros.
El objetivo declarado del partido era enseñar a los jóvenes japoneses habilidades básicas de supervivencia, primeros auxilios, habilidades para la vida, lecciones culturales, tradiciones y entrenamiento básico en armas. Sin embargo, la intención principal de Hashimoto era la de crear un grupo de jóvenes partidarios de la Facción del Camino Imperial y sus doctrinas nacionalistas y militaristas.

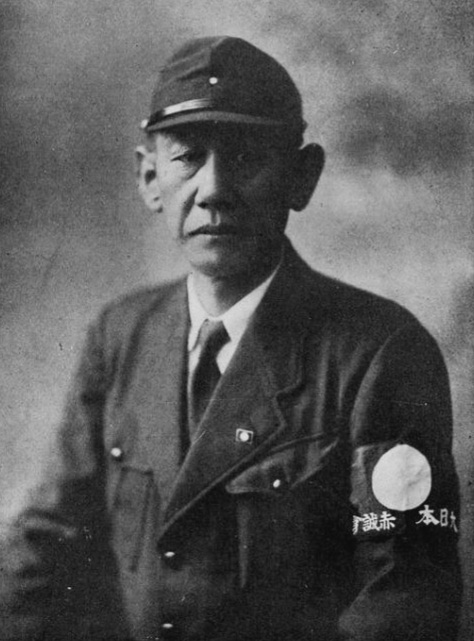
Kingorō Hashimoto con el uniforme del partido.

Durante su tercer mitin, celebrado en noviembre de 1939 el parque tokiota de Hibiya, con unos 2.000 miembros, Hashimoto expresó su apoyo al próximo Pacto Tripartito con la Alemania nazi y la Italia fascista, y al sistema de gobierno unipartidista de Japón. También estableció el ambicioso objetivo de aumentar número de miembros del partido a 100.000 miembros para finales de 1940.
Sin embargo, debido al aumento del reclutamiento militar debido a la segunda guerra sino-japonesa y posteriormente a la Guerra del Pacífico, la mayor parte de su grupo de edad objetivo estaba siendo reclutado para el Ejército Imperial Japonés y el partido estaba muy lejos de sus objetivos. Aunque no era estrictamente un partido político per se, el Partido de la Juventud del Gran Japón cayó bajo la égida de la Asociación de Apoyo al Régimen Imperial organizada por el primer ministro Fumimaro Konoe a partir de octubre de 1940.
Incapaz de lograr sus objetivos en Japón, y marginado por las acciones del gobierno, Hashimoto regresó a Manchukuo a finales de 1940, donde intentó crear otra organización juvenil local similar al Partido de la Juventud del Gran Japón entre la población de colonos japoneses, con la misma falta de éxito.
Al final de la Segunda Guerra Mundial, el Partido de la Juventud del Gran Japón se había convertido en poco más que un ala juvenil extinta de la Asociación de Apoyo al Régimen Imperial, y fue disuelto junto con esa organización por orden de las autoridades de ocupación estadounidenses tras el final de la contienda en 1945.

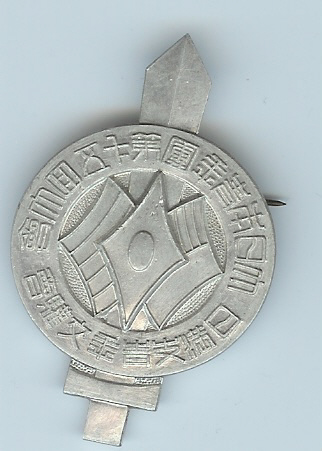
Insignia del partido.